# Lion City Sailors
Lion City Sailors, ehemals Home United Football Club, ist ein professioneller Fußballverein aus der S.League, der Profiliga Singapurs.

## Geschichte
Bis zur Umbenennung in Home United 1997 war der Verein unter dem Namen Police FC bekannt. Er zählt zu den Gründungsmitgliedern der S.League. Bisher konnte man vier Mal die nationale Meisterschaft, acht Mal den Pokal sowie drei Mal den Superpokal gewinnen.
Der größte internationale Erfolg war das Erreichen des Endspiels der AFC Champions League Two am 18. Mai 2025. Im heimischen Bishan Stadium unterlag man vor 9.737 Zuschauern dem Sharjah FC aus den Vereinigten Arabischen Emiraten mit 1:2.
Am 14. Februar 2020 wurde bekannt gegeben, dass der singapurische Milliardär Forrest Li eine hundertprozentige Beteiligung an dem Club erworben hatte. Der Home United Football Club wurde offiziell in Lion City Sailors Football Club umbenannt. Der Club wurde zum ersten Mal in seiner Geschichte privatisiert. Die typischen roten Trikots und das Abzeichen von Home United wurden durch weiße Shirts und ein blaues Wappen ersetzt.

## Vereinserfolge
- Singapurischer Meister: 1999, 2003, 2021, 2024/25
- Singapurischer Pokalsieger: 2000, 2001, 2003, 2005, 2011, 2013, 2023, 2025
- Singapurischer Superpokalsieger: 2019, 2022, 2024
- President’s Cup: 1980
- FAS Challenge Cup: 1968

## Stadion
Seine Heimspiele trägt der Verein im Bishan Stadium aus. Die Sportstätte hat ein Fassungsvermögen von 4.254 Zuschauern. Eigentümer sowie Betreiber ist das Singapore Sports Council.

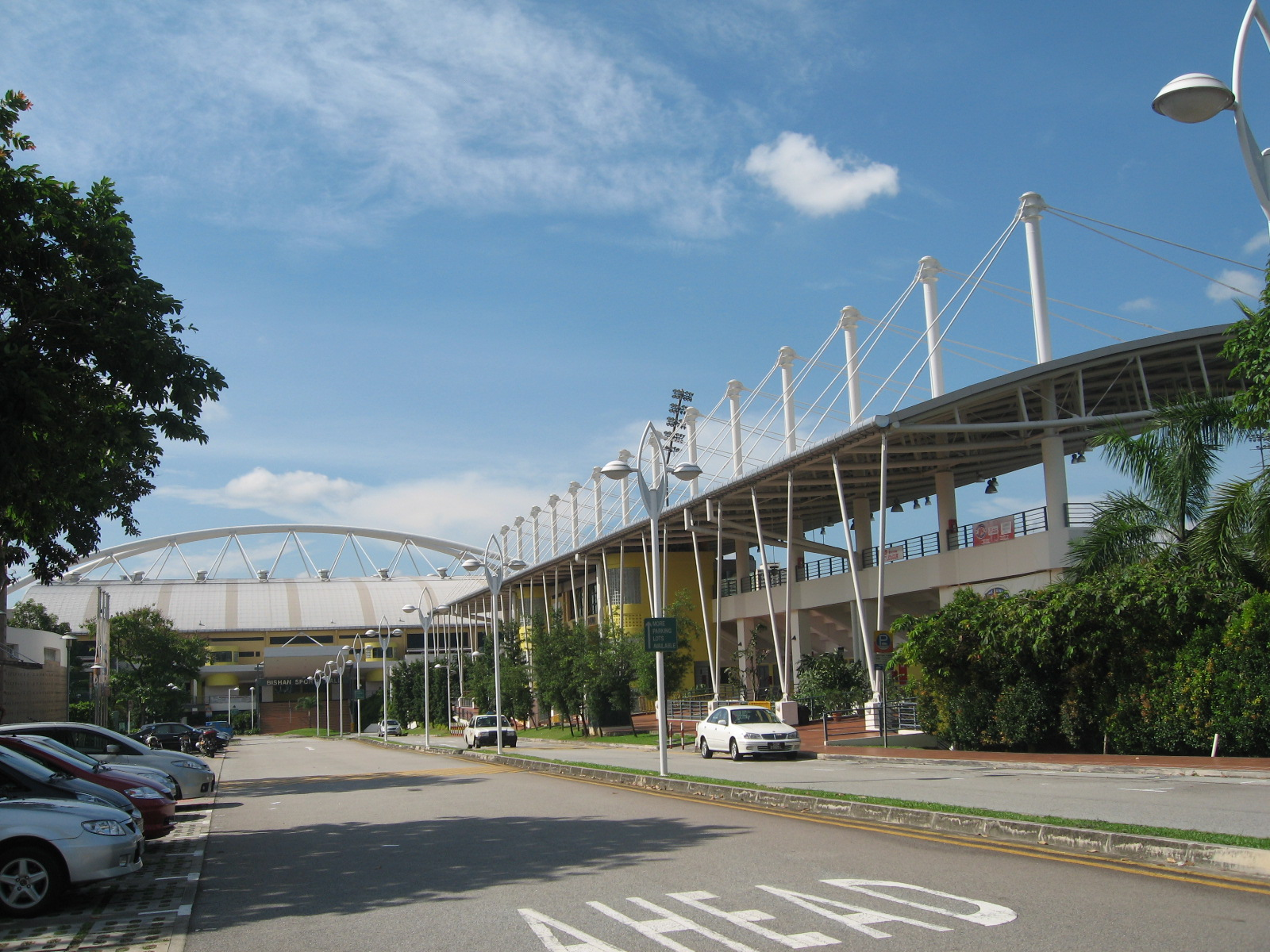
Bishan Stadium

Koordinaten: 1° 21′ 16,4″ N, 103° 51′ 5,3″ O

## Spieler
Stand: Januar 2025
| Nr. |             | Position | Name             |
| --- | ----------- | -------- | ---------------- |
| 1   | Singapur    | TW       | Izwan Mahbud     |
| 4   | Kroatien    | AB       | Toni Datković    |
| 5   | Singapur    | AB       | Lionel Tan       |
| 6   | Singapur    | MF       | Anumanthan Kumar |
| 7   | Singapur    | ST       | Shawal Anuar     |
| 8   | Portugal    | MF       | Rui Pires        |
| 9   | Deutschland | ST       | Lennart Thy      |
| 10  | Singapur    | MF       | Bart Ramselaar   |
| 11  | Singapur    | AB       | Hafiz Nor        |
| 13  | Singapur    | TW       | Adib Nur Hakim   |
| 14  | Singapur    | MF       | Hariss Harun     |
| 15  | Singapur    | MF       | Song Ui-young    |
| 16  | Singapur    | MF       | Hami Syahin      |

| Nr. |                         | Position | Name                   |
| --- | ----------------------- | -------- | ---------------------- |
| 17  | Belgien                 | ST       | Maxime Lestienne       |
| 18  | Bosnien und Herzegowina | MF       | Obren Kljajić          |
| 19  | Singapur                | AB       | Zulqarnaen Suzliman    |
| 20  | Spanien                 | AB       | Sergio Carmona         |
| 21  | Singapur                | ST       | Abdul Rasaq            |
| 22  | Singapur                | AB       | Christopher van Huizen |
| 23  | Singapur                | MF       | Haiqal Pashia          |
| 26  | Australien              | AB       | Bailey Wright          |
| 28  | Singapur                | TW       | Zharfan Rohaizad       |
| 29  | Portugal                | AB       | Diogo Costa            |
| 30  | Singapur                | AB       | Akram Azman            |
| 68  | Singapur                | AB       | Ali al-Rina            |

## Saisonplatzierung
| Saison               | Liga                     | Teams          | Platz          | Community Shield | Singapore Cup    |
| Home United FC       | Home United FC           | Home United FC | Home United FC | Home United FC   | Home United FC   |
| -------------------- | ------------------------ | -------------- | -------------- | ---------------- | ---------------- |
| 2009                 | S. League                | 12             | 4.             |                  | Viertelfinale    |
| 2010                 | S. League                | 12             | 3.             |                  | Vorrunde         |
| 2011                 | S. League                | 12             | 2.             |                  | Sieger           |
| 2012                 | S. League                | 13             | 5.             |                  | Viertelfinale    |
| 2013                 | S. League                | 12             | 2.             |                  | Sieger           |
| 2014                 | S. League                | 12             | 4.             |                  | 2. Platz         |
| 2015                 | S. League                | 10             | 6.             |                  | 2. Platz         |
| 2016                 | S. League                | 9              | 4.             |                  | Viertelfinale    |
| 2017                 | S. League                | 9              | 3.             |                  | 3. Platz         |
| 2018                 | Singapore Premier League | 9              | 2.             |                  | 4. Platz         |
| 2019                 | Singapore Premier League | 9              | 6.             | Sieger           | Gruppenphase     |
| Lion City Sailors FC |                          |                |                |                  |                  |
| 2020                 | Singapore Premier League | 8              | 3.             |                  | keine Austragung |
| 2021                 | Singapore Premier League | 8              | 1.             |                  | keine Austragung |
| 2022                 | Singapore Premier League | 8              | 2.             | Sieger           | Gruppenphase     |
| 2023                 | Singapore Premier League | 9              | 2.             |                  | Sieger           |
| 2024/25              | Singapore Premier League | 9              | 1.             | Sieger           | Sieger           |

## Trainer seit 1999
| Name                | Zeit bei Home United/Lion City Sailors | Zeit bei Home United/Lion City Sailors |
| Name                | von                                    | bis                                    |
| ------------------- | -------------------------------------- | -------------------------------------- |
| Robert Alberts      | 1. Januar 1999                         | 31. Dezember 1999                      |
| Zsolt Bücs          | 1. Juli 2005                           | 30. Juni 2006                          |
| P N Sivaji          | 1. Januar 2008                         | 31. Dezember 2009                      |
| Lee Im-saeng        | 1. Januar 2010                         | 5. Dezember 2014                       |
| Aidil Sharin        | 1. Januar 2017                         | 7. Oktober 2018                        |
| Saswadimata Dasuki  | 1. Dezember 2018                       | 18. April 2019                         |
| Noh Rahman          | 19. April 2019                         | 1. Juli 2019                           |
| Radojko Avramovic   | 2. Juli 2019                           | 18. August 2019                        |
| Noh Rahman          | 18. August 2019                        | 18. Dezember 2019                      |
| Aurelio Vidmar      | 18. Dezember 2019                      | 29. April 2021                         |
| Robin Chitrakar     | 30. April 2021                         | 22. Mai 2021                           |
| Kim Do-hoon         | 18. Mai 2021                           | 11. August 2022                        |
| Luka Lalić          | 12. August 2022                        | 31. Dezember 2022                      |
| Risto Vidakovic     | 1. Januar 2023                         | 18. Juni 2023                          |
| Daan van Oudheusden | 19. Juni 2023                          | 30. Juni 2023                          |
| Aleksandar Rankovic | 30. Juni 2023                          |                                        |

## Erläuterungen / Einzelnachweise
1. ↑  soccerway.com: Spielbericht Finale AFC Champions League Two 2025
2. ↑  https://www.channelnewsasia.com/news/sport/home-united-lion-city-sailors-sea-football-singapore-12434054 Umbenennung des Vereins  (englisch), abgerufen am 14. Februar 2020
3. ↑  Lion City Sailors – Kader 2023. In: transfermarkt.de. Abgerufen am 1. Juni 2025.